# JY 1ST LIVE TOUR 'MANY FACES 2017'
JY의 첫번째 솔로 콘서트이다.

## 일정
| 날짜            | 도시   | 국가 | 장소           |
| --------------- | ------ | ---- | -------------- |
| 2017년 5월 13일 | 나고야 | 일본 | Zepp Nagoya    |
| 2017년 5월 14일 | 오사카 | 일본 | Zepp Namba     |
| 2017년 5월 21일 | 도쿄   | 일본 | Zepp DiverCity |

## 블루레이
JY의 라이브 투어 콘서트 실황이  담긴 DVD이다.

### 트랙리스트
1. Overture
2. Many Faces
3. フェイク
4. Hello Mr.
5. 恋をしていたこと
6. I’m Just Not Into You
7. 君にキスを君にハグを君に愛を
8. 最後のサヨナラ
9. Crazy Love
10. 大切な時間
11. 好きな人がいること -Piano Slow Edit-
12. RADIO
13. Come Back
14. Up In The Air
15. 女子モドキ
16. Letter
17. 好きな人がいること (Encore)
18. ブギウギ (Encore)

### 초회 생산 한정반
특별 포토 카드 세트, 실제 투어에서 사용된 것과 같은 디자인의 적층 스태프 패스 등이 수록